# Hypocrita turbida
Hypocrita turbida là một loài bướm đêm thuộc phân họ Arctiinae, họ Erebidae.